# Maurice Gonon
Pas d'image ? Cliquez ici

a Compétitions nationales et continentales officielles uniquement.

Maurice Gonon, né le 12 janvier 1921 à Mâcon (Saône-et-Loire) et mort le 6 avril 2011 à Avignon (Vaucluse), est un joueur de rugby à XIII, évoluant au poste d'ailier des années 1940 à 1950.
Originaire de la Bourgogne, il pratique de l'athlétisme dans sa jeunesse notamment les sprints avec un titre de Championnat de Bourgogne avant de venir s'installer à Cavaillon puis Avignon pour devenir moniteur d'éducation physique. Il découvre le rugby à XIII et dispute le Championnat de France d'abord au S.U. Cavaillon puis au S.O. Avignon avec lequel il dispute la finale perdue de la Coupe de France en 1947.

## Palmarès

### Rugby à XIII
- Collectif :
  - Finaliste de la Coupe de France : 1947 (Avignon)